# Truppenführer
Ein Truppenführer ist ein militärischer Führer eines Großverbandes (Brigade und aufwärts). Er ist befähigt, Operationen der verbundenen Kräfte zu führen. Ihm steht ein Stab zur Beratung und Unterstützung zur Seite, in dem auch Dienstposten für Offiziere im Generalstabsdienst ausgebracht sind.
Er ist nicht zu verwechseln mit einem Truppführer, dem Führer eines Trupps als kleinster militärischer Organisationseinheit mit nur einer Handvoll Soldaten.